# Дзежгово (гмина)
Дзежгово (пол. Dzierzgowo) — сельская гмина (волость) в Польше, входит как административная единица в Млавский повет, Мазовецкое воеводство. Население — 3489 человек (на 2004 год).

## Демография
| Перепись                       | Всего   | Всего | Женщины | Женщины | Мужчины | Мужчины |
| ------------------------------ | ------- | ----- | ------- | ------- | ------- | ------- |
| Единицы                        | человек | %     | человек | %       | человек | %       |
| Население                      | 3489    | 100   | 1722    | 49,4    | 1767    | 50,6    |
| Плотность населения (чел./км²) | 23,2    | 23,2  | 11,4    | 11,4    | 11,7    | 11,7    |

## Соседние гмины
1. Гмина Хожеле
2. Гмина Чернице-Борове
3. Гмина Грудуск
4. Гмина Яново
5. Гмина Кшиновлога-Мала
6. Гмина Шидлово
7. Гмина Вечфня-Косцельна